# Isländischer Fußballpokal der Männer 2005
Der isländische Fußballpokal 2005 war die 46. Austragung des isländischen Pokalwettbewerbs der Männer. Pokalsieger wurde Valur Reykjavík. Das Team setzte sich am 24. September 2005 im Laugardalsvöllur von Reykjavík gegen Fram Reykjavík durch und qualifizierte sich damit für den UEFA-Pokal.
Titelverteidiger Keflavík ÍF schied im Achtelfinale gegen HK Kópavogur aus.

## Modus
Die Begegnungen wurden in einem Spiel ausgetragen. Bis zur zweiten Runde nahmen Vereine ab der zweiten Liga abwärts teil. Die Mannschaften aus der ersten Liga starteten in der dritten Runde. Bei unentschiedenem Ausgang wurde das Spiel zunächst verlängert und gegebenenfalls durch Elfmeterschießen entschieden.

## 1. Runde
| Datum      |                      | Ergebnis              |                             |
| ---------- | -------------------- | --------------------- | --------------------------- |
| 17.05.2005 | ÍF Grótta            | 5:1                   | GG Grindavík                |
| 17.05.2005 | UMF Sindri Höfn      | 0:1                   | Höttur Egilsstaðir          |
| 18.05.2005 | KF Vesturbæjar       | 4:2 n. V.             | UMF Hrunamenn               |
| 19.05.2005 | KFF Fjarðabyggðar    | 4:1                   | KE Egilsstaðir              |
| 19.05.2005 | Snörtur Kópasker     | 3:1                   | Boltafélag Húsavíkur        |
| 19.05.2005 | Árborg Selfoss       | 0:0 n. V. (6:7 i. E.) | Hvíti riddarinn Mosfellsbær |
| 19.05.2005 | Huginn Seyðisfjörður | 4:2                   | Leiknir Fáskrúðsfjörður     |
| 19.05.2005 | Ægir þorlákshöfn     | 0:5                   | Ýmir Kópavogur              |
| 19.05.2005 | Neisti Hofsós        | 1:3                   | Reynir Árskógsströnd        |
| 19.05.2005 | UMF Skallagrímur     | 9:2                   | Elliði Reykjavík            |
| 19.05.2005 | Hvöt Blönduós        | 5:1                   | Magni Grenivík              |
| 20.05.2005 | Neisti Djúpivogur    | 3:1                   | Boltafélag Norðfjarðar      |
| 20.05.2005 | Augnablik Kópavogur  | 1 3:0 1               | Afríka Reykjavík            |

## 2. Runde
| Datum      |                      | Ergebnis              |                             |
| ---------- | -------------------- | --------------------- | --------------------------- |
| 31.05.2005 | KF Vesturbæjar       | 1:2                   | Leiknir Reykjavík           |
| 31.05.2005 | Augnablik Kópavogur  | 0:6                   | ÍR Reykjavik                |
| 31.05.2005 | UMF Víkingur         | 4:1                   | Reynir Sandgerði            |
| 31.05.2005 | Fjölnir Reykjavík    | 9:0                   | Númi Reykjavík              |
| 31.05.2005 | Snörtur Kópasker     | 0:7                   | Leiftur/Dalvík              |
| 31.05.2005 | KFF Fjarðabyggðar    | 7:0                   | Neisti Djúpivogur           |
| 31.05.2005 | Höttur Egilsstaðir   | 1:5                   | Huginn Seyðisfjörður        |
| 31.05.2005 | UMF Tindastóll       | 1:3                   | KS Siglufjarðar             |
| 31.05.2005 | UMF Selfoss          | 0:0 n. V. (4:3 i. E.) | UMF Njarðvík                |
| 31.05.2005 | Reynir Árskógsströnd | 2:3                   | Hvöt Blönduós               |
| 01.06.2005 | UMF Bolungarvík      | 0:8                   | UMF Stjarnan                |
| 01.06.2005 | Víðir Garði          | 2:1 n. V.             | ÍH Hafnarfjörður            |
| 01.06.2005 | Ýmir Kópavogur       | 1:3                   | Haukar Hafnarfjörður        |
| 01.06.2005 | Hamar Hveragerði     | 0:7                   | Hvíti riddarinn Mosfellsbær |
| 01.06.2005 | UMF Afturelding      | 10:10                 | Tunglið Reykjavík           |
| 01.06.2005 | UMF Skallagrímur     | 1:3                   | ÍF Grótta                   |

## 3. Runde
Teilnehmer: Die sechzehn Sieger der 2. Runde, die zehn Vereine der Landsbankadeild 2005, die zwei Absteiger der Landsbankadeild 2004 und die vier Mannschaften, die die Saison 2004 in der zweiten Liga mit Platz drei bis sechs beendeten.
| Datum      |                             | Ergebnis              |                      |
| ---------- | --------------------------- | --------------------- | -------------------- |
| 07.06.2005 | ÍF Grótta                   | 1:2                   | ÍA Akranes           |
| 19.06.2005 | KFF Fjarðabyggðar           | 0:2                   | Fram Reykjavík       |
| 19.06.2005 | UMF Njarðvík                | 3:2 n. V.             | Völsungur Húsavík    |
| 19.06.2005 | Leiftur/Dalvík              | 1:2 n. V.             | ÍBV Vestmannaeyja    |
| 19.06.2005 | KS Siglufjarðar             | 2:4 n. V.             | Fylkir Reykjavík     |
| 19.06.2005 | ÍR Reykjavik                | 1:2                   | þór Akureyri         |
| 19.06.2005 | Huginn Seyðisfjörður        | 1:4                   | KA Akureyri          |
| 19.06.2005 | UMF Víkingur                | 1:2                   | Breiðablik Kópavogur |
| 19.06.2005 | Leiknir Reykjavík           | 0:6                   | KR Reykjavík         |
| 19.06.2005 | Hvíti riddarinn Mosfellsbær | 1:5 n. V.             | HK Kópavogur         |
| 20.06.2005 | Reynir Árskógsströnd        | 0:7                   | Valur Reykjavík      |
| 20.06.2005 | UMF Afturelding             | 0:1                   | Víkingur Reykjavík   |
| 20.06.2005 | Víðir Garði                 | 0:5                   | FH Hafnarfjörður     |
| 20.06.2005 | Fjölnir Reykjavík           | 3:4                   | Keflavík ÍF          |
| 20.06.2005 | Haukar Hafnarfjörður        | 1:1 n. V. (5:4 i. E.) | þróttur Reykjavík    |
| 20.06.2005 | UMF Stjarnan                | 0:2                   | UMF Grindavík        |

## Achtelfinale
| Datum      |                    | Ergebnis              |                      |
| ---------- | ------------------ | --------------------- | -------------------- |
| 04.07.2005 | Víkingur Reykjavík | 3:3 n. V. (5:6 i. E.) | KR Reykjavík         |
| 04.07.2005 | ÍA Akranes         | 2:1 n. V.             | Breiðablik Kópavogur |
| 04.07.2005 | Valur Reykjavík    | 5:1                   | Haukar Hafnarfjörður |
| 05.07.2005 | HK Kópavogur       | 1:0                   | Keflavík ÍF          |
| 05.07.2005 | FH Hafnarfjörður   | 3:1                   | KA Akureyri          |
| 05.07.2005 | ÍBV Vestmannaeyja  | 3:2                   | UMF Njarðvík         |
| 05.07.2005 | UMF Grindavík      | 0:1                   | Fylkir Reykjavík     |
| 05.07.2005 | þór Akureyri       | 0:3                   | Fram Reykjavík       |

## Viertelfinale
| Datum      |                  | Ergebnis  |                   |
| ---------- | ---------------- | --------- | ----------------- |
| 16.07.2005 | FH Hafnarfjörður | 5:1 n. V. | ÍA Akranes        |
| 20.07.2005 | HK Kópavogur     | 0:2       | Fylkir Reykjavík  |
| 21.07.2005 | KR Reykjavík     | 1:2       | Valur Reykjavík   |
| 21.07.2005 | Fram Reykjavík   | 2:1 n. V. | ÍBV Vestmannaeyja |

## Halbfinale
| Datum      |                 | Ergebnis              |                  |
| ---------- | --------------- | --------------------- | ---------------- |
| 03.08.2005 | Fram Reykjavík  | 2:2 n. V. (7:6 i. E.) | FH Hafnarfjörður |
| 04.08.2005 | Valur Reykjavík | 2:0                   | Fylkir Reykjavík |

## Finale
| Paarung         | Fram Reykjavík – Valur Reykjavík |
| Ergebnis        | 0:1 (0:0) |
| Datum           | 24. September 2005 |
| Stadion         | Laugardalsvöllur, Reykjavík |
| Zuschauer       | 5.162 |
| Schiedsrichter  | Ólafur Ragnarsson |
| Tore            | 0:1 Baldur Ingimar Aðalsteinsson (53.) |
| Fram Reykjavík  | Gunnar Sigurðsson – Ingvar þór Ólason, Viðar Guðjónsson, Gunnar þór Gunnarsson, Hans Yoo Mathiesen – Ómar Hákonarson (79. Eggert Stefansson), Andri Fannar Ottósson (74. þorbjörn Atli Sveinsson), þorhallur Dan Jóhannsson, Johann Karlefjård – Kristján Hauksson, Bo Henriksen Cheftrainer: Ólafur Helgi Kristjánsson                                                                           |
| Valur Reykjavík | Kjartan Sturluson – Grétar Sigfinnur Sigurðason, SteinÞor Gíslason, Stefán Helgi Jónsson, Atli Sveinn þorarinsson, SigÞor Júliusson, Sigurbjörn Örn Hreiðarsson, Garðar Bergmann Gunnlaugsson (90. Sigurður Sæberg þorsteinsson), Baldur Ingimar Aðalsteinsson (77. Matthias Guðmundsson), Bjarni Olafur Eiriksson, Guðmundur Benediktsson (88. Halfdan Gislason) Cheftrainer: Willum Þór Þórsson |
| Gelbe Karten    | Ingvar þór Ólason, Johann Karlefjård, Hans Yoo Mathiesen, Gunnar Sigurðsson – keine |